# Strubben (Leudal)
Strubben (Limburgs: Sjtrubbe) is een buurtschap van Roggel in de gemeente Leudal, in de Nederlandse provincie Limburg. Tot 2007 viel de buurtschap onder de gemeente Roggel en Neer. Op oude kaarten wordt de buurtschap ook wel aangeduid als "Streube".
Strubben is gelegen in het buitengebied ten noordwesten van Roggel en bestaat uit circa 15 boerderijen en woningen. Qua adressering valt het onder de woonplaats Roggel. Door de buurtschap stroomt van noord naar zuid de Roggelse Beek. Ten westen van Strubben ligt de Asbroekerheide, een aaneengesloten bosgebied van circa 500 hectare dat een restant is van de Peel. Naburige buurtschappen zijn verder Blenkert, Hoek, Laak en Nijken.
Dorpen: Baexem · Buggenum · Ell · Grathem · Haelen · Haler · Heibloem · Heythuysen · Horn · Hunsel · Ittervoort · Kelpen-Oler · Neer · Neeritter · Nunhem · Roggel

Buurtschappen: Aan de Bergen · Aan het Broek · Achter het Klooster · Asbroek · Beekkant · Berik · Blenkert · Brumholt · Caluna · Castert · De Horck · Dries · Eiland · Eind · Ellerhei · Gendijk · Geneijgen · Gerhegge · Haelense Broek · Hanssum · Heiakker · Heide (Heythuysen) · Heide (Roggel) · Heioord · Heugde · Hoek · Hollander · Hoogschans · Hoogstraat · De Horck · Kappert · Karreveld · Keizerbos · Kinkhoven · Laak · Maxet · Mortel · Nijken · Op de Bos · Ophoven · Overhaelen · Roligt · Santfort (deels) · Schaapsbrug · Schans (Ell) · Schans (Roggel) · Schillersheide · Smidstraat · Strubben · Uffelse · Venne · Vestjenshoek · Vlaas · Waije

Voormalige gemeenten: Haelen · Heythuysen · Hunsel · Roggel en Neer

Limburg: Steden en dorpen      Nederland: Provincies · Gemeenten